# فرنسيسكو أكونا
فرنسيسكو أكونا (بالإسبانية: Francisco Acuña) هو لاعب كرة قدم مكسيكي، ولد في 19 يناير 1988 في ولاية سونورا في المكسيك. لعب مع أتلانتي إف سي وتايجرز أونال ونادي بويبلا ونادي سان لويس.

## وصلات خارجية
- فرنسيسكو أكونا على موقع قاعدة بيانات كرة القدم.إي يو (الإنجليزية)
- فرنسيسكو أكونا على موقع Soccerway.com (الإنجليزية)
- فرنسيسكو أكونا على موقع AS.com (الإسبانية)